# Sorbus istriaca
Sorbus istriaca är en rosväxtart som beskrevs av Karpati. Sorbus istriaca ingår i släktet oxlar, och familjen rosväxter. Inga underarter finns listade i Catalogue of Life.